# Ali Mohammad Helmi
Ali Mohammad Helmi (علي محمد حلمي) ist der Leiter des iranischen Zentrums für Interreligiösen Dialog (persisch مرکز گفتگوي اديان; engl. Center for Interreligious Dialogue; Abk. CID).
Er wirkte unter anderem als Kulturberater an der Botschaft der Islamischen Republik Iran in London.
Dem Guardian zufolge wurde er 2010 als „hardline supporter“ des Obersten Rechtsgelehrten des Iran, Ajatollah Ali Chamenei beschrieben.
Von Opencharities wird er beim Centre for Promotion of Persian Language and Literature (CPPLL) in London als Kontaktperson und zusammen mit Mohammed Yahaghi als einer der beiden Trustees aufgeführt.
Er war einer der Teilnehmer des 8. Kolloquiums des Päpstlichen Rates für den Interreligiösen Dialog und der Organisation für Islamische Kultur und Beziehungen (Sāzmān-i Farhang wa-Irtibāṭāt-i Islāmī, engl. Islamic Culture and Relations Organization (ICRO)) im November 2012.

## Zitat
„Many leaders now are talking about change. This is while the real change happened 30 years ago when Imam Khomeini marked the Islamic revolution.“

## Werke (Auswahl)
- Religion and Culture: The Legacy of Imam Khomeini. Amirkabir Publishers UK Ltd (2011)